# Va Va Voom
"Va Va Voom" é uma canção da rapper trinidiana-americana Nicki Minaj lançada como o quinto single do seu segundo álbum de estúdio, Pink Friday: Roman Reloaded (2012) em 12 de setembro de 2012. Foi escrita por Onika Maraj, Lukasz Gottwald, Allan Grigg, Max Martin, Henry Walter e produzida por Dr. Luke, Kool Kojak, Cirkut. Após o relançamento do seu segundo álbum de estúdio: Pink Friday: Roman Reloaded – The Re-Up, "Va Va Voom" vendeu 46,000 downloads na primeira semana, permitindo-a estrear no número 79 na Billboard Hot 100.

## Antecedentes e composição
Inicialmente, "Va Va Voom" era intensionalmente o primeiro single do álbum, sendo programada para estrear nas rádios Rhythmic em 7 de fevereiro de 2012. A liberação da canção foi adiada para 14 do mesmo mês e ano, tanto para estações Rhythmic e Top 40/Mainstream. Por razões desconhecidas, o lançamento da obra foi totalmente desfeito e mais tarde foi anunciado que "Starships" teria sido escolhido como o primeiro single em seu lugar. A capa de arte para a canção como single foi vazada em janeiro de 2012. Musicalmente, "Va Va Voom" é uma canção electropop  com influências de dubstep  Liricamente, as música fala sobre "sedução".

## Recepção
"Va Va Voom" recebeu elogios da crítica por parte dos críticos, muitos dos quais elogiaram o gênero canções mash-up e comparou a faixa com o single "Super Bass" (2011). De acordo com Kara Klenk da MTV, "Va Va Voom" continua a ser uma "faixa que se destacam" no álbum, junto com "Beautiful Sinner", "Come on a Cone" e "Beez in the Trap"  Sarah Crafford do The Sun Chronicle recomendou a música para os ouvintes que favoreceram as faixas pop de Minaj, elogiando a música como cativante.  Comparando a música com "Super Bass", Alexander Miller de Quinnipiac University afirmou que "Va Va Voom" poderia encontrar-se como o single bônus do álbum  Bradley Stern de MuuMuse foi muito positivo dizendo que a canção era "insanamente contagiante" e comparou a música à canção "Seal It With a Kiss" de Britney Spears . 

## Desempenho
Após o relançamento do álbum, "Va Va Voom" vendeu 46 mil downloads, levando-o para estrear no número 79 na  Billboard Hot 100.   Também estreou na Canadian Hot 100, no número 74  A canção também ganhou sucesso em toda a parada américa da  Billboard, chegando ao número 50 no Hot digital Songs, 45 no Hot digital Songs canadense, 15 nas canções de rap digital e 21 no pop Songs digital . Depois de seu lançamento oficial, a canção foi re-introduzido na Billboard Hot 100 em #98 subindo para #69 e na semana seguinte para # 46. A canção alcançou pico na posição # 22 nos EUA, tornando-se seu 9º hit no Top 40 na "Billboard Hot 100" como a artista principal, e seu 22º sucesso no Top 40 como um artista de participação.
A canção estreou em 36º na Austrália, onde finalmente atingiu o pico. Ele ficou lá por duas semanas não-consecutivas, e permaneceu nas paradas por sete semanas nos gráficos da Austrália.  A música então ficou na 29º posição na Nova Zelândia e chegou ao número 20, continuando seu sucesso no top 20. Onde permaneceu por apenas oito semanas.

## Vídeo musical
O vídeo da música foi filmado em 21 de dezembro de 2011, em Los Angeles e foi dirigido por Hype Williams.  Mais tarde, Minaj expressou seu desgosto do produto final, mas acabou por afirmar que ele será lançado como um resultado da música tornando-se um single   O vídeo da música estreou em 26 de outubro de 2012 no E! News Atualmente, possui mais de 117 milhões de visualizações no YouTube.

### Sinopse
O vídeo começa com um por do sol subindo como em um conto de fadas definida no deserto. Dois cavalos brancos aparecem correndo em câmera lenta através de um rio raso, um pouco antes de Minaj aparecer em um lugar que aparenta ser um jardim, loira e com um companheiro que suspeita ser Robin Hood, enquanto alguns efeitos especiais aparecem na tela. No mesmo cenário, Minaj aparece num traje enorme e bizarro, cantando o refrão da música. Em seguida Minaj é vista ruiva em uma sala de pedra, com um vestido branco longo, cozinhando. A casa, e um suposto caçador aparece com um interesse em querer matar Minaj. Em seguida, a rapper aparece em um caixão de vidro, como se estivesse morta, mas também está cantando. Minaj aparece em um lugar escuro com um vestido prata brilhante, de máscara e depois sem máscara. Por alguns segundos ela aparece perto de um cavalo branco. Um "príncipe encantado" aparece indo em direção à um espelho mágico com um reflexo dourado. Quando o homem se aproxima do espelho, Nicki Minaj aparece como a Rainha Má, com uma roupa preta, um cabelo preto curto e cantando o último verso da música, aparentemente tentando impedir que o príncipe passe o portal e salve a princesa. Alguns fãs da cantora chegaram a comparar o enredo do vídeo com a história da Branca de Neve e o caçador.

## Desempenho nas paradas musicais
| Parada musical (2012)                    | Melhor posição |
| ---------------------------------------- | -------------- |
| Alemanha - (Media Control AG)            | 34             |
| Austrália - (ARIA)                       | 36             |
| Áustria - (Ö3 Austria Top 75)            | 53             |
| Bélgica - (Ultratip Flanders)            | 1              |
| Bélgica - (Ultratip Wallonia)            | 6              |
| Canadá - (Canadian Hot 100)              | 18             |
| Eslováquia - (IFPI)                      | 19             |
| Estados Unidos - (Billboard Hot 100)     | 22             |
| Estados Unidos - (Dance/Club Play Songs) | 8              |
| Estados Unidos - (Billboard Pop Songs)   | 16             |
| Finlândia - (Finland's Official List)    | 30             |
| França - (RIANZ)                         | 54             |
| Hungria - (Rádiós Top 40)                | 28             |
| Irlanda - (IRMA)                         | 13             |
| Itália - (FIMI)                          | 80             |
| Nova Zelândia - (RIANZ)                  | 20             |
| Reino Unido - (Official Charts Company)  | 20             |
| Chéquia - (IFPI)                         | 52             |
| Suécia - (Sverigetopplistan)             | 28             |
| Suíça - (Schweizer Hitparade)            | 62             |